# Мост имени 50-летия Октября
Мост имени 50-летия Октября — мост через реку Великую в Пскове. Соединяет южную часть центра Пскова с городским микрорайоном Завеличье. Самый южный (верхний по течению реки) автомобильный мост в черте города.

## Расположение
Расположен в створе улиц Кузнецкой (через площадь Героев-Десантников) и Юбилейной. 
Рядом с мостом расположены Покровская башня, а также памятник боевой танк Т-34, символизирующий воинскую славу танкистов-участников освобождения Пскова в 1944 году форсированием Великой войсками 372-го полка 128-й стрелковой дивизии 3-го Прибалтийского фронта (памятник открыт 23 июля 1974 года).
Выше по течению находится Рижский мост, ниже — Ольгинский мост.

## Название
Назван в честь полувекового юбилея Великой Октябрьской Социалистической революции, к которому было приурочено открытие моста.

## История
Проект разработан в институте «Ленгипротрансмост». Открыт в октябре 1967 года. В 2016—2017 гг. проведён капитальный ремонт моста. Проект был разработан ОАО «Трансмост» (инженер Шульман С. А.). В ходе работ была выполнена замена существующих железобетонных пролетных строений L=8,68 м на новые пролетные строения из монолитного железобетона, расширение проезжей части до 15 м за счет выноса тротуаров на консоли, замена проезжей части и асфальтобетонного покрытия на подходах; замена деформационных швов и перильных ограждений, переустройство верхних частей временных опор в береговых пролетах.

## Конструкция
Мост железобетонный балочно-консольный. Схема моста: 8,6 + 60,5 + 88 + 60,5 + 8,6 м. 
Мост предназначен для движения автотранспорта и пешеходов. Проезжая часть моста включает в себя 4 полосы для движения автотранспорта. Покрытие проезжей части и тротуаров — асфальтобетон. Тротуары отделены от проезжей части металлическим барьерным ограждением. Перильное ограждение металлическое бестумбовое. 

## Галерея
- Испытания моста военной техникой после окончания строительства. Конец 1960-х.

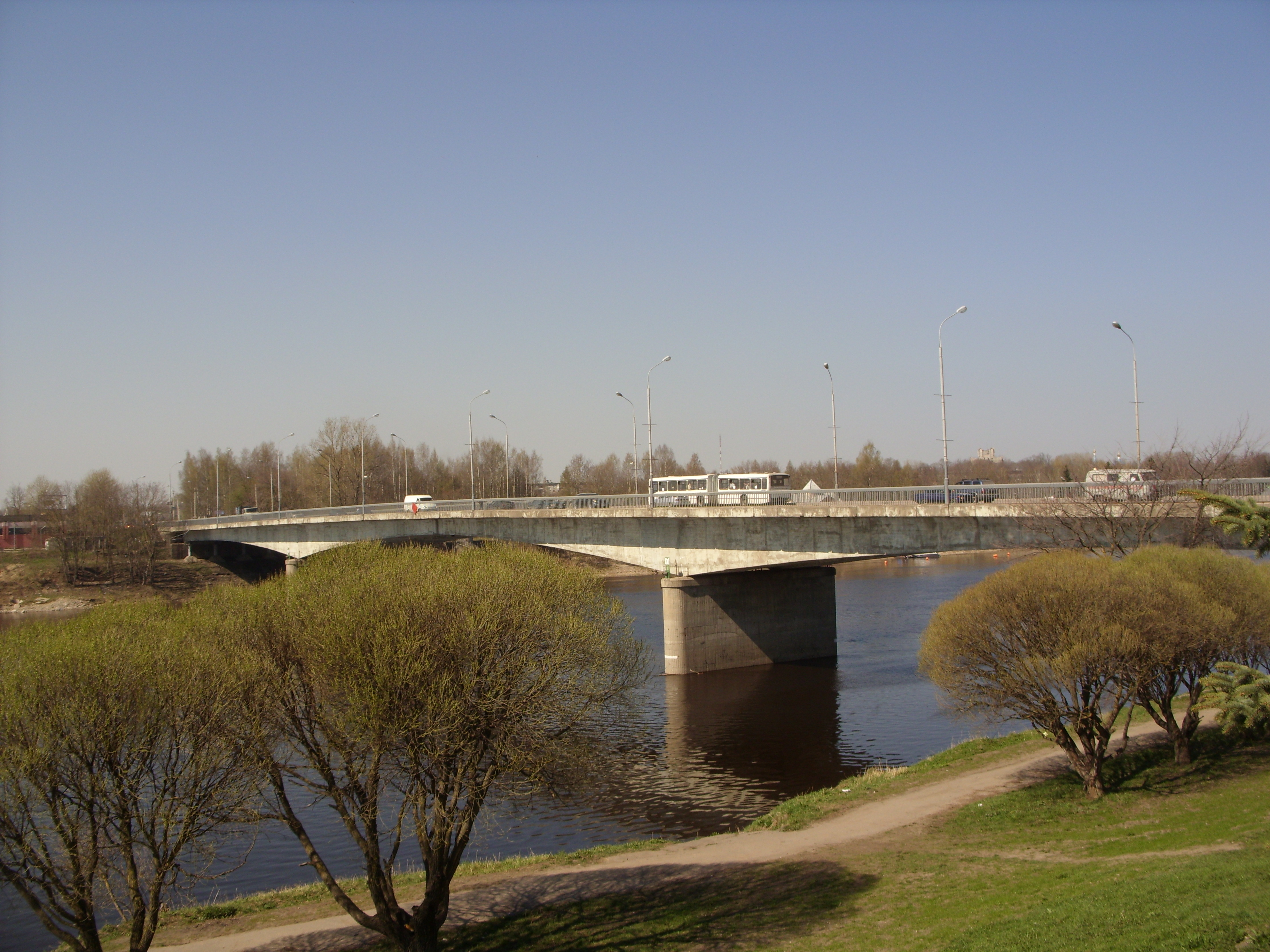
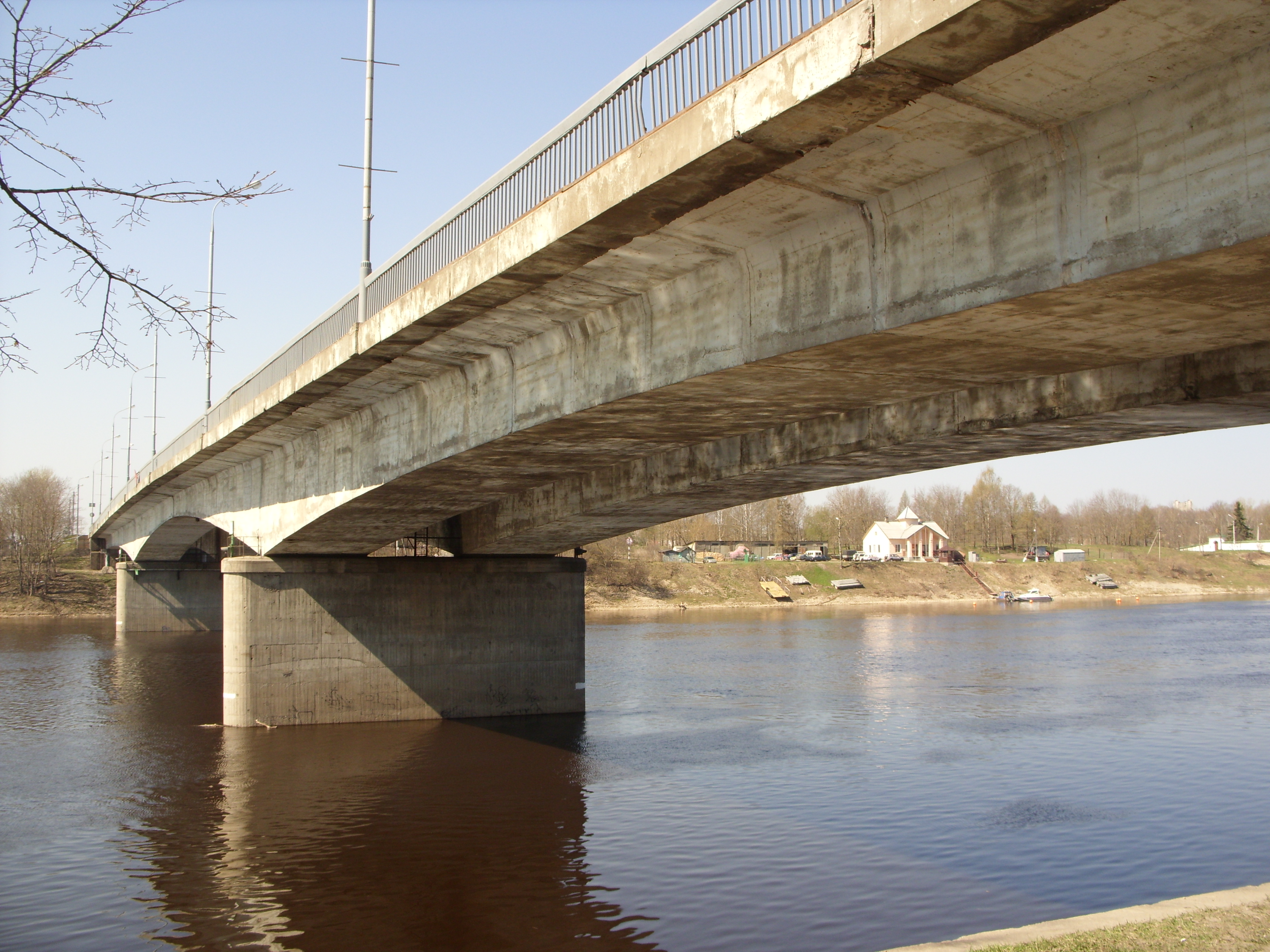
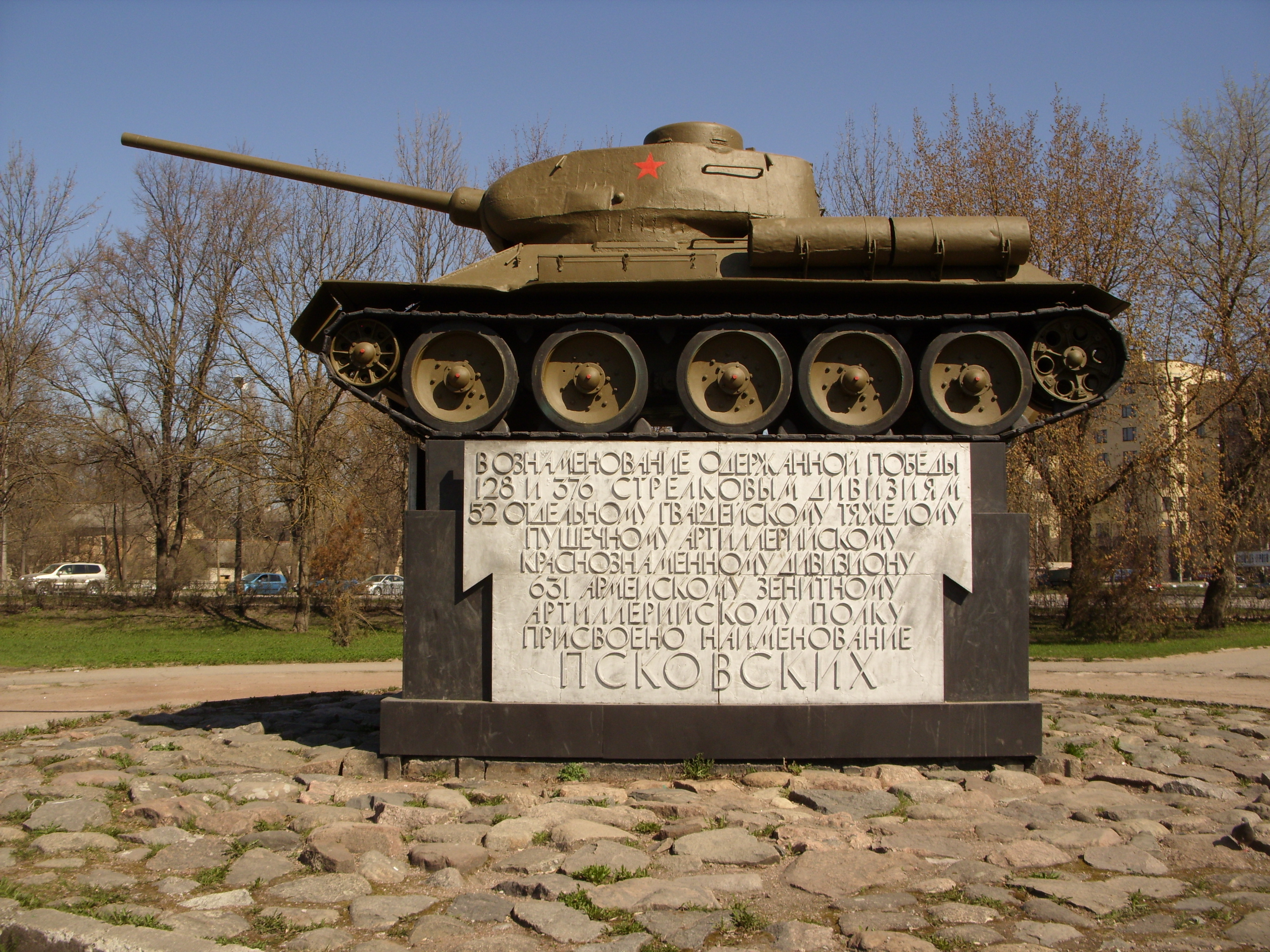
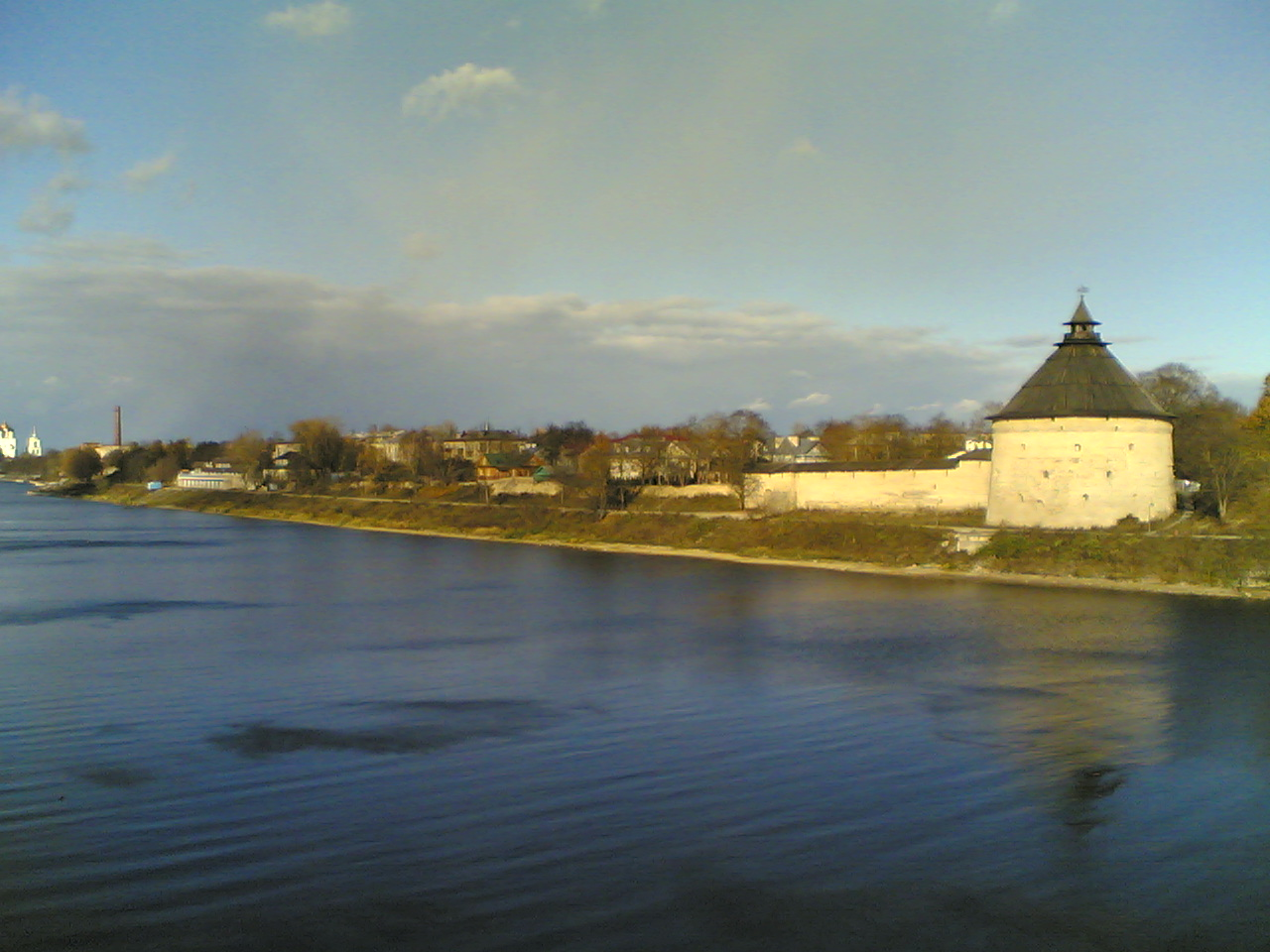
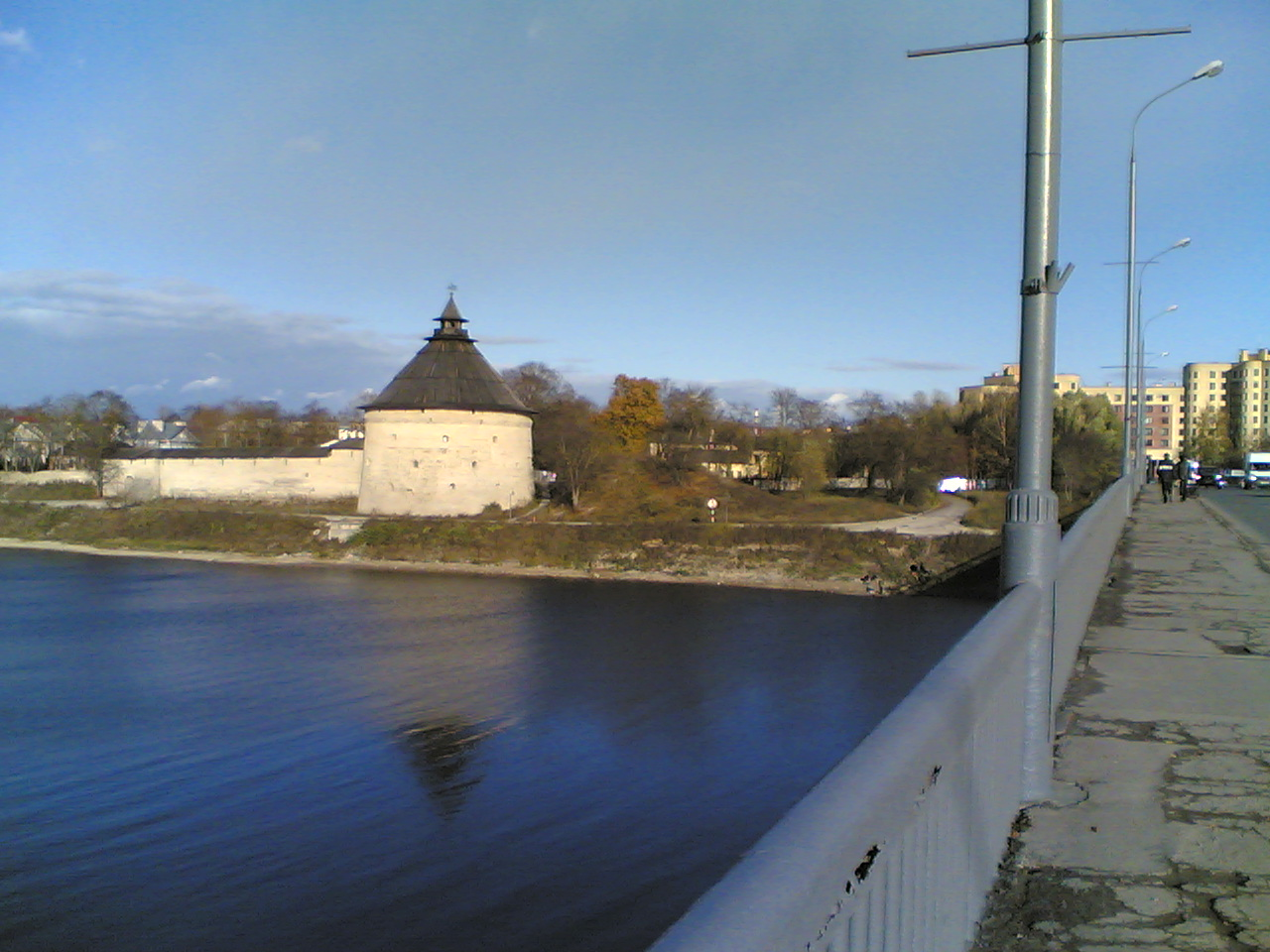
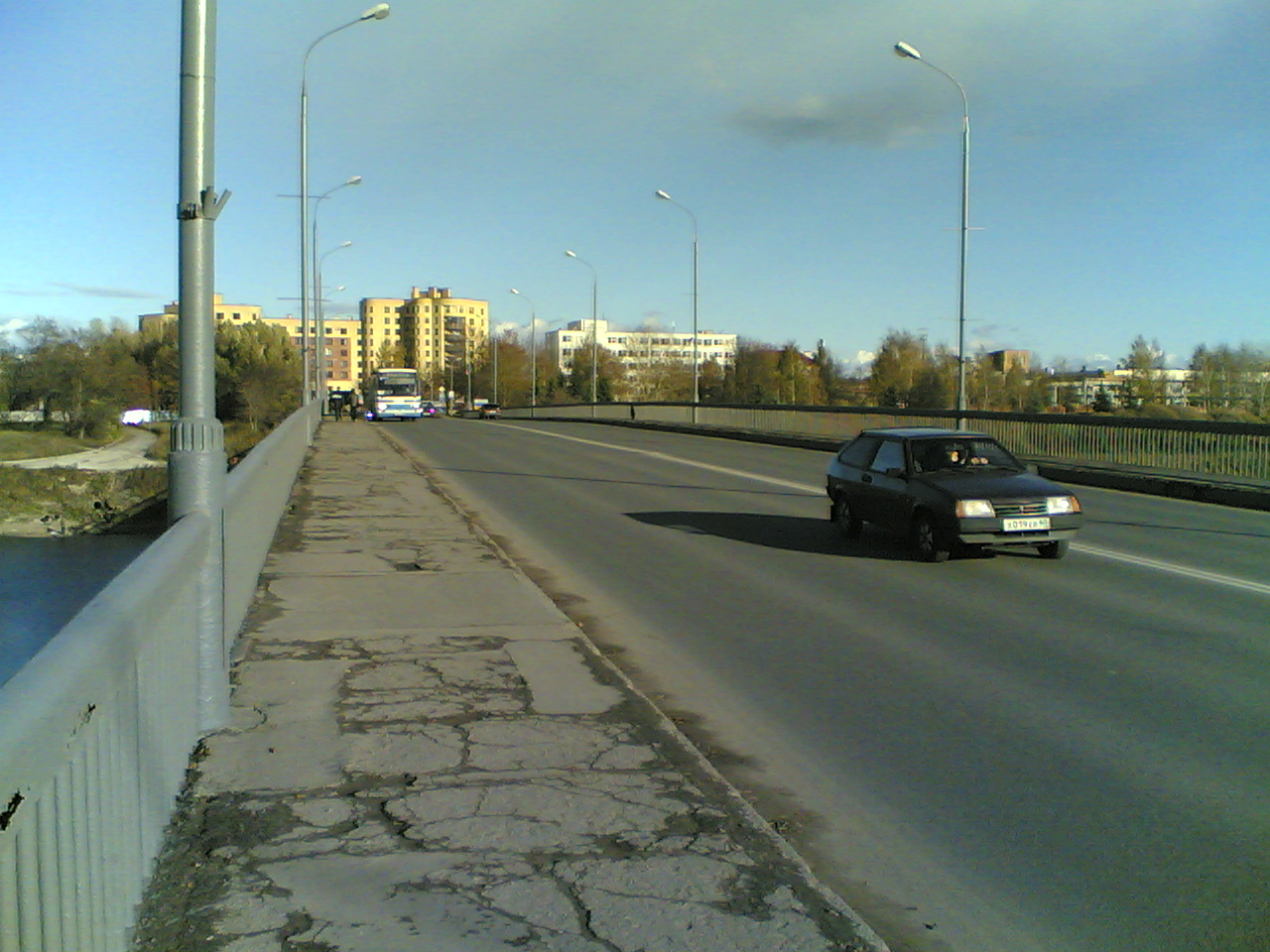

Фотографии до реконструкции 2016–2017 годов.